# André Bankoff
André Bankoff (ur. 20 września 1981 w Campinas) – brazylijski aktor telewizyjny i model.
Na początku, zanim trafił do świata filmu i seriali, zawodowo grał w piłkę nożną i próbował kariery w klubie piłkarskim Ponte Preta Campinas i na krótko we włoskim AS Roma. Pracował jako model i brał udział w reklamach telewizyjnych. Studiował teatr i przez osiem miesięcy uczestniczył w warsztatach aktorskich organizowanych przez Rede Globo. Debiutował przed kamerami filmowymi w komedii romantycznej Xuxa popstar (Popstar, 2000). Wystąpił także w programie kanału SporTV Moto'n Roll.

## Filmografia

### telenowele
- 2011: Morde e Assopra jako Tiago Guedes
- 2009: Poder Paralelo jako André Campos
- 2007: Miłość i intryga (Amor e Intrigas) jako Pedro Camargo de Souza
- 2007: Sezon (Alta Estação) jako Júlio
- 2006: Człowiek Mato (Bicho do Mato) jako Juba
- 2005: Bang Bang jako Peter Johnson

### miniseriale
- 2005: Szalona Maria (Mad Maria)

### filmy fabulane
- 2000: Popstar
- 2014: Różowy pakt